# Ҁ
Ҁ, ҁ – archaiczna cyfra zapisana cyrylicą. Jest zapożyczeniem obecnie nieużywanej greckiej litery Ϙϙ. Znak ten odnosił się do cyfry 90.

## Kodowanie
| Znak                   | Ҁ                             | Ҁ                             | ҁ                           | ҁ                           |
| ---------------------- | ----------------------------- | ----------------------------- | --------------------------- | --------------------------- |
| Nazwa w Unikodzie      | Cyrillic Capital Letter Koppa | Cyrillic Capital Letter Koppa | Cyrillic Small Letter Koppa | Cyrillic Small Letter Koppa |
| Kodowanie              | dziesiątkowo                  | szesnastkowo                  | dziesiątkowo                | szesnastkowo                |
| Unicode                | 1152                          | U+0480                        | 1153                        | U+0481                      |
| UTF-8                  | 210 128                       | d2 80                         | 210 129                     | d2 81                       |
| Odwołania znakowe SGML | &#1152;                       | &#x0480;                      | &#1153;                     | &#x0481;                    |